# Дуктография
Дуктография (галактодуктография) — метод рентгеновского исследования с ведением контрастного вещества в протоки молочной железы. Показанием к исследованию кровянистые, реже — серозные выделения из соска при неопределяемой пальпаторно опухоли. Противопоказана при острых воспалительных процессах в молочной железе.
Во избежание инфицирования не следует проводить галактографию, если выделения из сосков содержат гной.